# Sagariphora
Sagariphora is een geslacht van vlinders van de familie van de grasmotten (Crambidae), uit de onderfamilie van de Spilomelinae. De wetenschappelijke naam voor dit geslacht is voor het eerst gepubliceerd in 1884 door Edward Meyrick.
Dit geslacht is monotypisch, dat wil zeggen dat het maar één soort heeft namelijk Sagariphora magnificalis (Hampson, 1893). De typesoort (Sagariphora heliochlaena Meyrick, 1894) die de aanleiding vormde voor dit geslacht, wordt als een synoniem beschouwd van Sagariphora magnificalis.